# Jorge Oteiza

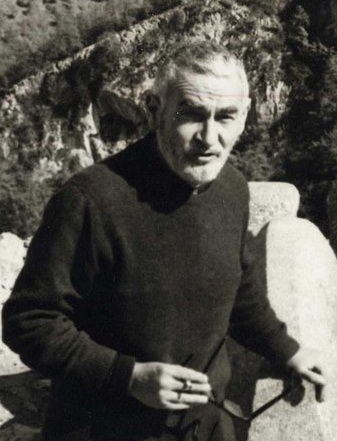
Jorge Oteiza, 1968

Jorge Oteiza Enbil (* 21. Oktober 1908 in Orio, Provinz Gipuzkoa, Spanien; † 9. April 2003 in Donostia, Gipuzkoa) war ein baskischer Bildhauer, Maler und Autor.

## Leben
Oteiza wurde 1908 in der Provinz Gipuzkoa im Baskenland geboren. Er gilt als einer der angesehensten baskischen Künstler des 20. Jahrhunderts und war ein Pionier der abstrakten Kunst in Spanien. 1988 erhielt Oteiza den Prinz-von-Asturien-Preis in der Kategorie Kunst.

## Ausstellungen
- 1948–1955: Teilnahme an Gruppenausstellungen der Künstlergruppe Dau al Set, Spanien
- 2007: Ausstellung von mehreren Oteiza-Stahlskulpturen auf der documenta 12, Kassel

## Werke
- Propósito experimental. 1956–57.
- El final del arte contemporáneo. 1960.
- Quousque Tandem...!. 1963. (Ein Essay über eine Ästhetik der baskischen Kunst unter Berücksichtigung von prähistorischen Kunstfunden aus dem Baskenland.)
- Estética del huevo. Mentalidad vasca y laberinto. 1968.
- Un modelo de hombre para el niño en cada país. 1973.
- Ejercicios espirituales en un tunel: en busca y encuentro de nuestra identidad perdida. 1983.
- Existe Dios al Noroeste 1990.
- La ley de los cambios - El libro de los plagios. 1993.

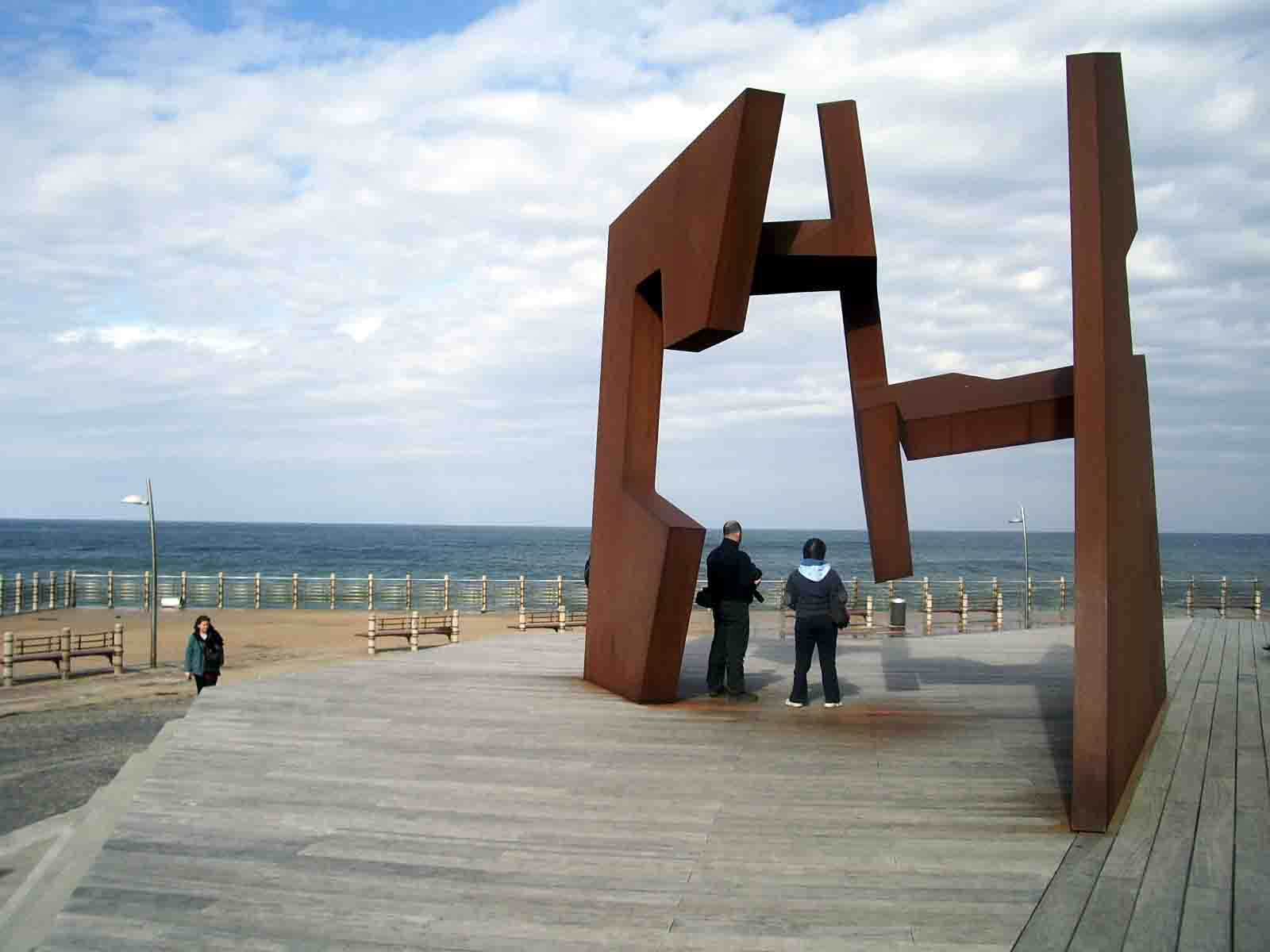
Construcción vacía (1957), San Sebastian
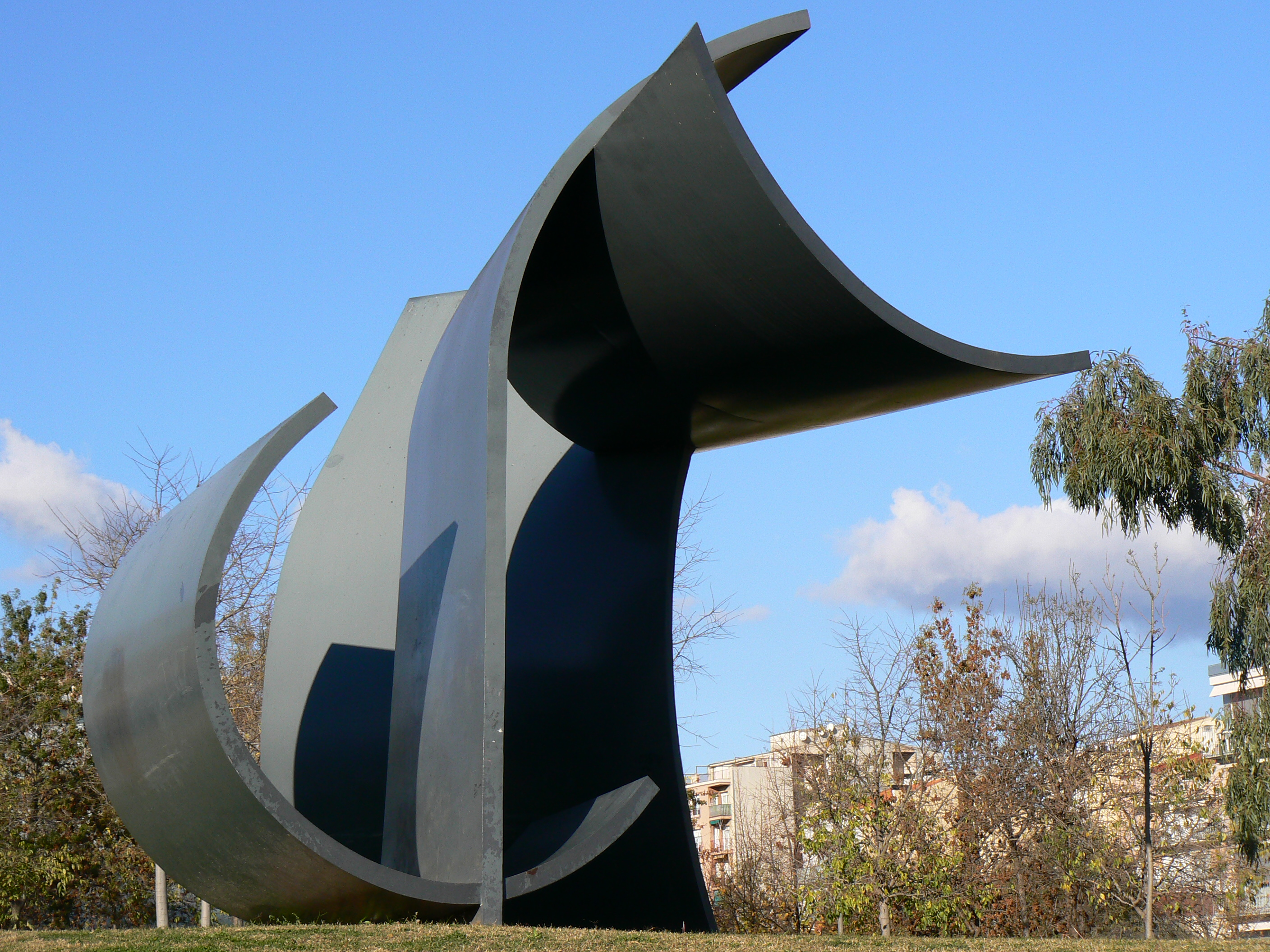
Hommage an Malewitsch (1957/1968/1999), Terrassa
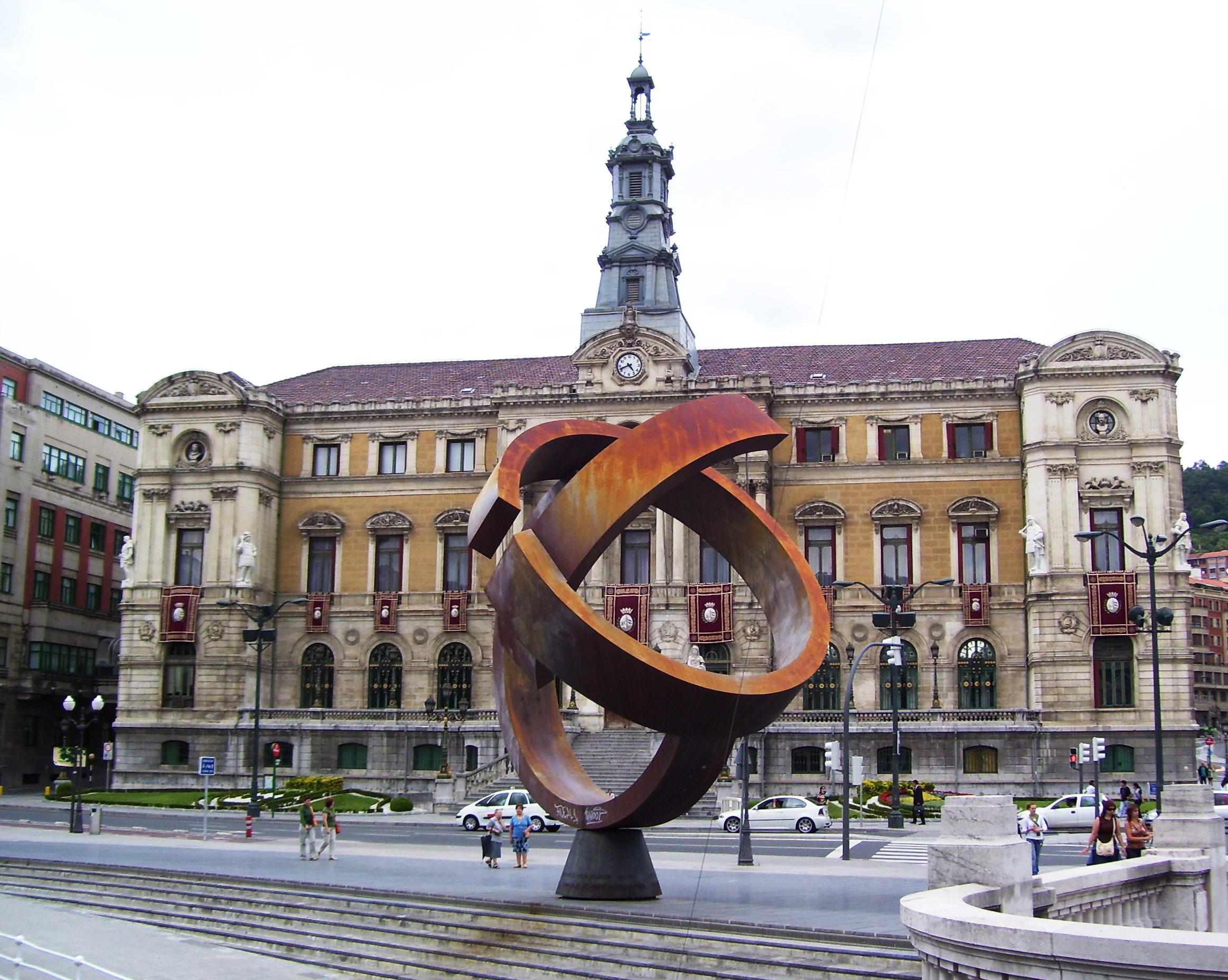
Variante Ovoide de la Desocupación de la Esfera (2002), Bilbao